# Sperling und das Krokodil im Müll
Sperling und das Krokodil im Müll ist ein deutscher Fernsehfilm von Peter Schulze-Rohr aus dem Jahr 2001. Es handelt sich um die zehnte Episode der ZDF-Kriminalfilmreihe Sperling mit Dieter Pfaff in der Titelrolle. Sperlings Team setzt sich zusammen aus Kerstin Sprenger, die von Gesche Tebbenhoff verkörpert wird, Falk Hoffmann (Philipp Moog), Norbert Wachutka (Hans-Joachim Grubel) und Waltraud Schütze (Anna Böttcher). Die Haupt-Gaststars dieser Folge sind Imogen Kogge, Karl Kranzkowski und David Schelle.

## Handlung
Kriminalhauptkommissar Hans Sperling aus Berlin ist verärgert, weil sein Mitarbeiter Falk Hoffmann unbedingt an einem Imbiss halten musste, um sich eine heiße Apfeltasche zu besorgen. Dabei haben beide das zu observierende Fahrzeug eines Mitarbeiters eines Drogenkartells aus den Augen verloren. Der Fall hat großes öffentliches Interesse hervorgerufen. Verärgert steigt der Kommissar aus. Um den Doppelburger, den Hoffmann ihm aufgedrängt hat, zu entsorgen, öffnet er einen Müllbehälter und stutzt. Zwei traurige auf einem Schulranzen angebrachte reflektierende Augen eines kleinen Krokodils erregen sein Interesse. Die Angelegenheit lässt Sperling keine Ruhe und so sieht er sich den Ranzen genauer an. Ein Namensschild darin zeigt an, dass er einem Martin Forster gehört. Der Kommissar sucht die angegebene Adresse auf und spricht mit der Mutter des Jungen, die meint, Martin müsste jetzt eigentlich in der Schule sein. Sperling bittet sie, ihn anzurufen, wenn sie Genaueres wisse.
Als Martins Mutter am späten Nachmittag anruft, um Sperling zu sagen, dass ihr Sohn nicht nach Hause gekommen sei, ist der Kommissar alarmiert. Auch die Eltern werden überprüft, es scheint sich jedoch um eine ganz normale Familie zu handeln. Eine großangelegt Suchaktion, auch mit Spürhunden, führt zum Erfolg. Einer der Hunde wittert das Kind in einem Müllcontainer im Keller des Hauses, in dem der Junge mit seinen Eltern lebt. Dort liegt Martin, den man gefesselt und nackt ausgezogen hat, völlig verängstigt. Bis auf einige Schrammen ist er jedoch unverletzt.
Sperling versucht etwas über den Tathergang aus Martin herauszubekommen, seltsamerweise blockt der Junge jedoch ab. Sperling fragt ihn, ob er glaube, dass es Dinge gebe, die so schmerzhaft seien, dass man sie nicht in seinen Kopf hineinlassen wolle. Martin erwidert, ob Sperling das glaube, der die Frage bejaht. Martins Mutter hat einen Verdacht, wer ihrem Kind so etwas angetan haben könnte, den sie jedoch für sich behält. Sie meint nur, sowie sie genug Geld zusammen hätten, würden sie aus dem Haus ausziehen.
Anhand eines Halstuches, mit dem Martin geknebelt war, stellt sich heraus, dass es sich bei dem Täter um Hermann Engel, einen Mitschüler Martins, handelt. Der Kommissar befragt den Jungen im Beisein seines Vaters Gustav. Seine beiden Freunde, die an der Tat beteiligt waren, haben bereits gestanden. Hermann Engel war jedoch der Haupttäter, er ist schon mehrfach strafrechtlich aufgefallen. Auch jetzt ist sein Benehmen ziemlich impertinent, von Einsicht oder gar Reue keine Spur. Martin habe eine Vollmacke, meint er und sein Vater ergänzt, die Forsters hielten sich für etwas Besonderes, weil ihr Sohn so klug sei.
Sperling teilt Martins Mutter das Ergebnis der Ermittlungen mit. Da Herman Engel und seine beide Freunde noch minderjährig sind, bleibe ihm als einzige Maßnahme, Antrag auf Unterbringung in ein Heim zu stellen. Als er mit Martins Vater sprechen will, erfährt er, dass dieser seit zehn Tagen arbeitslos ist. Das kleine Subunternehmen, für das er als Kranfahrer gearbeitet hat, ist pleitegegangen.
Hermann Engel gibt jedoch keine Ruhe, er gibt sich als Martin Forster aus und alarmiert die Feuerwehr unter Angabe falscher Angaben, sodass diese mit einem ganzen Zug ausrückt, da man annimmt, ein Kind sei in großer Gefahr. Anhand der Stimme kann Engel jedoch entlarvt werden. Seinem Vater wird eine Rechnung für diesen Einsatz in nicht unbeträchtlicher Höhe präsentiert. Das Jugendamt will nun eingreifen. Es kommt jedoch wiederum zu einem Zwischenfall, als Engel in Begleitung seiner beiden speziellen Freunde dafür sorgt, dass Martins Vater von ihnen auf eine perfide Art fertiggemacht und ausgelacht wird. Entsetzt läuft Martin nach Hause. Vergeblich versucht sein Vater, mit ihm zu sprechen. In einer Kneipe betrinkt er sich und begegnet in diesem Zustand ausgerechnet Hermann Engel. Wie von Sinnen prügelt er auf den Jungen ein, der verzweifelt schreit. Wieder zu sich gekommen, packt er das verletzte Kind und rennt mit ihm auf den Armen zu einem Krankenhaus.
Der große Erfolg in der Rauschgiftsache, der vor allem auf Falk Hoffmanns Konto geht und in dem die Drahtzieher eines internationalen Drogenkartells festgenommen werden können, kann Sperling nicht darüber hinwegtrösten, was nun passiert ist. Er muss Peter Forster verhaften. In der Vernehmung im Beisein der Staatsanwältin stammelt Forster immer wieder, er könne sein Kind nicht beschützen. Völlig aufgelöst erscheint Iris Forster bei Sperling und erzählt weinend, dass Martin verschwunden sei. Sie habe Angst. Sperling vermutet anhand von Gesprächen, die er mit Martin geführt hat, dass der Junge sich zu dem ehemaligen Baukran seines Vaters geflüchtet hat. Sperling steigt selbst die Außentreppe zum Kran empor, obwohl er unter massiver Höhenangst leidet. Als er Martin endlich erreicht hat, erzählt er ihm, was sein Vater aus Liebe zu ihm getan habe. Er brauche ihn jetzt. Gemeinsam erreichen sie die Kabine des Krans, wo Sperling sich erleichtert niederlässt. Sperling meint, zuerst einmal müsse man dafür sorgen, dass Martin auf eine andere Schule komme, und er hoffe sehr, dass sein Vater nicht ins Gefängnis müsse.

## Produktion

### Dreharbeiten, Produktionsnotizen
Der Film wurde in Berlin und Umgebung gedreht. Die Aufnahmeleitung hatten Michael Kruse, Frank Zahl und Agnes Komorek inne, die Produktionsleitung Hans-Dieter Tafelski und die Redaktion Klaus Bassiner und Axel Laustroer. Es handelt sich um eine Produktion der Polyphon Film- und Fernsehgesellschaft mbH im Auftrag des ZDF.

### Veröffentlichung
Sperling und das Krokodil im Müll wurde am 31. März 2001 zur Hauptsendezeit erstmals im ZDF ausgestrahlt.
Diese zehnte Episode der Reihe erschien zusammen mit allen weiteren 17 Folgen am 10. April 2015 auf DVD, herausgegeben von der Edel Germany GmbH.

## Kritik
Die Kritiker der Fernsehzeitschrift TV Spielfilm gaben dem Film ihre bestmögliche Wertung, zeigten mit dem Daumen nach oben und stellen fest: „Auch beim zehnten Fall hat Dieter Pfaffs herzlich kantiger Sperling nichts von seiner Originalität verloren.“ Das Fazit lautete in Anlehnung an den Filmtitel: „Dieser TV-Krimi gehört sicher nicht auf den Müll“.